# Vitim
Le ou la Vitim (en russe : Витим) est une rivière de Russie, qui coule en Sibérie, en république autonome de Bouriatie et dans le kraï de Transbaïkalie, puis dans l'oblast d'Irkoutsk. C'est un des principaux affluents de la Léna.

## Géographie
Le Vitim a une longueur de 1 978 km. Son bassin versant a une superficie de 227 000 km2, surface presque aussi vaste que celle du Royaume-Uni. 
Le Vitim prend sa source en république de Bouriatie, environ 100 km à l'est du lac Baïkal, sur les contreforts du mont Ikat, dans les monts Ikatskiï (Ikatskiï Khrebet) qui culminent à 2 573 m. La source se trouve à environ 200 km au sud-ouest de la localité de Bagdarine. La rivière descend la montagne en serpentant à travers le plateau de Vitim ; elle coule ensuite vers le nord-est en longeant les monts Iablonovy, puis prend la direction du nord-ouest à travers les monts Stanovoï pour atteindre finalement la localité de Vitim. Elle se jette à cet endroit dans la Léna, en formant un delta. 
Le cours du Vitim sert de frontière entre la république autonome de Bouriatie et le kraï de Transbaïkalie, sur près de la moitié de sa longueur.

## Gel et navigabilité
La rivière est prise par les glaces dès le début du mois de novembre, et ce jusqu'à la deuxième décade de mai.
Elle est navigable sur son cours inférieur, sur une longueur de plus ou moins 280 km, depuis son point de confluence avec la Léna, jusqu'à la ville de Bodaïbo.

## Affluents
Les principaux affluents et sous-affluents du Vitim sont :
- la Djilinda (rive gauche)
- la Zaza (rive droite)
- la Konda (rive droite)
- le Ioumourtchen (rive droite)
- la Karenga (rive droite)
- le Kalakan (rive droite)
- le Kalar (rive droite)
- la Tsipa (rive gauche)
  - le Tsipikan (rive droite)
  - l'Amalat (rive droite)
    - le Maly Amalat (rive gauche)
- la Mouïa (rive gauche)
  - le Mouïakan (rive gauche)
- la Kouanda (rive droite) (Куанда) souvent confondu avec la Konda
  - le Sioulban (rive droite)
- le Bodaïbo (rive droite) à Bodaïbo
- le Mamakan (rive gauche) à Mamakan
  - la Telmama (rive droite)
- la Mama (rive gauche)
  - le Konkouderi ou Konkoudera (rive droite)

## Le Vitim et la Magistrale Baïkal-Amour
Le Vitim est franchi par la ligne ferroviaire Magistrale Baïkal-Amour (ou Baïkal Amour Magistral ou BAM) à Ivanovskiy, à plus ou moins 25 kilomètres au sud de la petite ville de Mouïa, elle-même située au niveau du confluent Vitim-Mouïa .

## Hydrométrie - Les débits mensuels à Bodaïbo
Le Vitim est un cours d'eau puissant mais irrégulier. Son débit a été observé pendant 53 ans (entre 1936 et 1990) à Bodaïbo, petite ville située à quelque 280 kilomètres en amont de son confluent avec la Léna,. 
A Bodaïbo, le débit inter annuel moyen ou module observé sur cette période était de 1 562 m3/s pour une surface de drainage de plus ou moins 186 000 km2, soit près de 83 % de la totalité du bassin versant de la rivière qui en compte 225 000. Il faut souligner que les chiffres suivants ne prennent pas en compte les débits de ses deux plus importants affluents : le Mamakan (débit moyen de 180 m3/s) et la Mama (débit moyen de 355 m3/s).
La lame d'eau écoulée dans cette partie - de loin la plus vaste - du bassin versant se monte ainsi à 265 millimètres par an, ce qui peut être considéré comme élevé dans le contexte sibérien du bassin de la Léna.
Rivière alimentée en partie par la fonte des neiges, le Vitim est un cours d'eau de régime nivo-pluvial qui présente deux saisons bien marquées. 
Les hautes eaux se déroulent du printemps au début de l'automne, de la mi-mai à début octobre, avec un pic en juin correspondant au dégel et à la fonte des neiges et des glaces. De juillet à septembre le débit reste très soutenu, ceci étant lié à la mousson d'été venue du Pacifique. Au mois d'octobre, le débit de la rivière baisse rapidement, ce qui mène à la période des basses eaux. Celle-ci a lieu de novembre à avril inclus et correspond à la longue période d'hiver et de fortes gelées qui envahissent l'ensemble de la Sibérie orientale. Le minimum d'étiage est atteint au mois de mars. 
Le débit moyen mensuel observé en mars (minimum d'étiage) est de 82,4 m3/s, soit moins de 2 % du débit moyen du mois de juin (5 017 m3/s), ce qui témoigne de la très forte amplitude des variations saisonnières. Sur la durée d'observation de 53 ans, le débit mensuel minimal a été de 29,7 m3/s (mars 1943), tandis que le débit mensuel maximal s'élevait à 8 800 m3/s (juillet 1973).
En ce qui concerne la période estivale, libre de glaces (de juin à septembre inclus), le débit mensuel minimal observé a été de 904 m3/s en septembre 1942, ce qui restait fort élevé. 